# Musikot Khalanga
Musikot Khalanga of Khalanga is een dorpscommissie (Engels: village development committee, afgekort VDC; Nepalees: panchayat) in het westen van Nepal, en tevens de hoofdplaats van het district Rukum. De dorpscommissie telde bij de volkstelling in 2001 9336 inwoners, in 2011 13.203 inwoners.